# アルフレート・フォン・キダーレン＝ヴェヒター

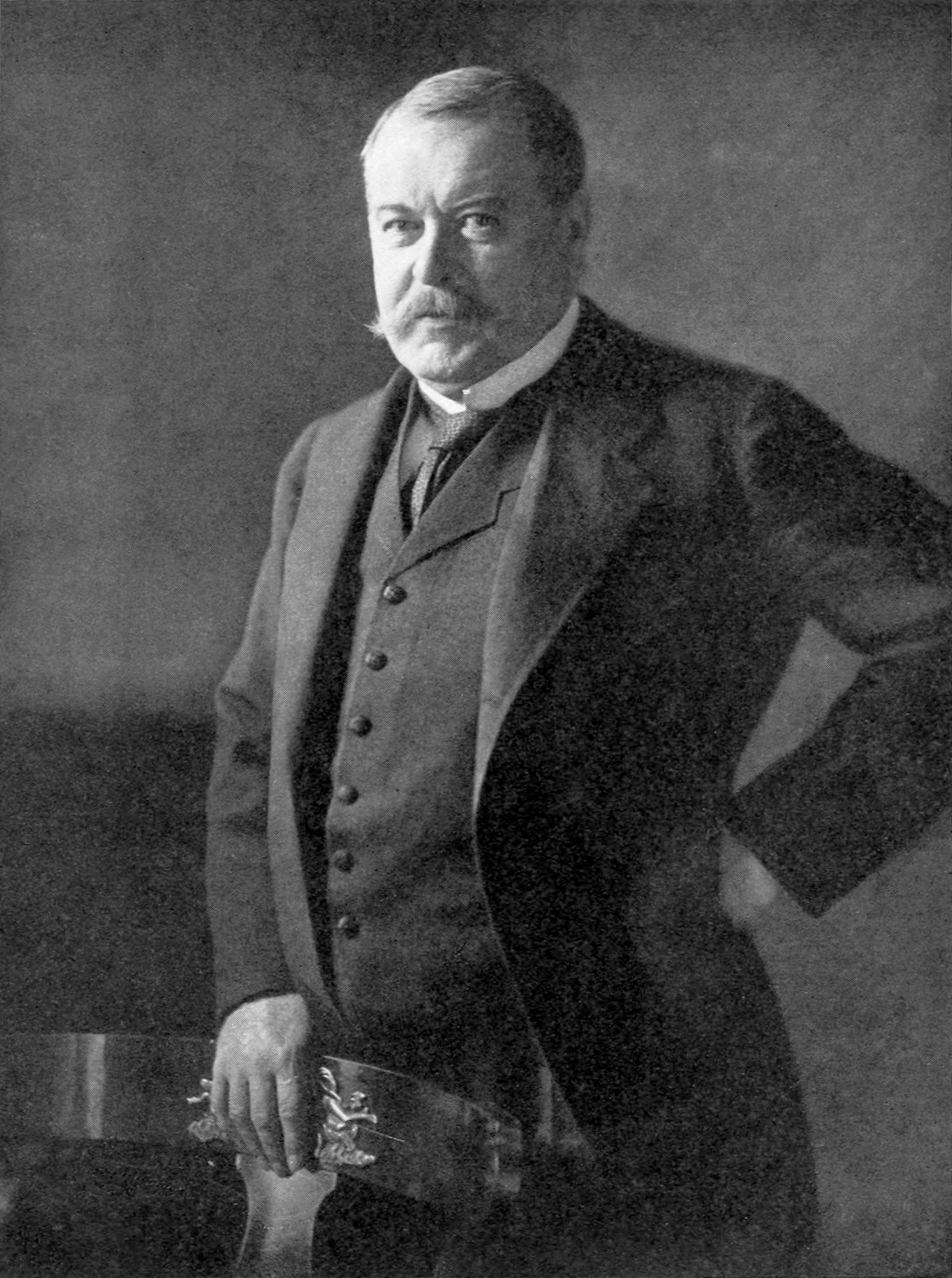
アルフレート・フォン・キダーレン・ヴェヒター

アルフレート・キダーレン、1868年からアルフレート・フォン・キダーレン＝ヴェヒター（Alfred von Kiderlen-Waechter, 1852年7月10日 - 1912年12月30日）は、ドイツ帝国の外交官。

## 家族
キダーレン＝ヴェヒターは、現オーストリアのコブラッハに位置するノイブルクから出た一族の出身である。白なめし職人であったミヒャエル・キダーレンに始まるこの一族は、1610年から南ドイツの都市ウルムの市民となった。
アルフレートはヴュルテンベルク王国の宮廷銀行家ロベルト・キダーレンとマリー・フォン・ヴェヒター男爵令嬢との間に生まれた息子であった。父ロベルトは1852年にヴュルテンベルク王冠勲章の市民功労章を授けられ、一代限りの貴族となった。
1868年にアルフレートの母マリー・キダーレンは未亡人として、子供たちと共にヴュルテンベルクの世襲貴族に列せられた。同時に、名前と紋章を生家のフォン・ヴェヒター男爵家と統合させ、フォン・キダーレン＝ヴェヒターとなった。

## 生涯
1868年から1870年にかけて、キダーレン＝ヴェヒターはグリマにある王立寄宿学校に通った。普仏戦争には志願兵として参加し、その後1877年までテュービンゲン、ライプツィヒ、ストラスブールの大学で法学を修めた。テュービンゲン時代、学生組合に積極的に参加した。
1877年になるとキダーレン＝ヴェヒターはドイツ帝国の外務省に入り、コペンハーゲン、サンクトペテルブルク、パリでの職務を与えられた。
1886年に彼は在コンスタンティノープル公館の公使館参事官となり、1888年には外務省の顧問官(Vortragender Rat)へと昇進した。キダーレン＝ヴェヒターは東方問題に関わる部門でキャリアを重ねていった。
風刺雑誌『クラダラダッチュ』で侮辱的な記事を書かれたとして、キダーレン＝ヴェヒターは同誌の編集者ヴィルヘルム・ポールシュトルフに決闘を挑み、肩を負傷させた。この結果、彼は4ヶ月の城塞禁固刑となり、1894年にエーレンブライトシュタイン要塞で2週間以上刑に服さねばならなくなった。ただし彼の外交官としてのキャリアは傷つくことなく、翌年1895年にはコペンハーゲンの公使に任命された。
その3年後、ヴィルヘルム2世に関しての歯に衣着せぬ物言いからキダーレンは皇帝の不興を買うことになり、その後10年間外務省の主流から離され、ブカレストに公使として置かれていた。
病に倒れた在コンスタンティノープル大使の代理人として、彼はバグダード鉄道の建設を指揮した。1908年、キダーレンは外務大臣代理に任命され、その交渉手腕によって彼はボスニア危機を乗り切った。また、独仏のモロッコに関する協定を取り決めることができた。
帝国宰相ベルンハルト・フォン・ビューローが辞任した後、1910年にキダーレンは外務大臣となった。キダーレンの追及した外交方針は、1911年の第二次モロッコ危機で深刻な反動を受け取ることになった。ドイツ帝国は西アフリカのわずかな領土を獲得したのみで、モロッコにおける野心を断念しなければならなかった。建艦競争に関するイギリスとの交渉は、1912年に成功することなく終わった。
キダーレン＝ヴェヒターは1912年にコニャックを一気に6杯呷った後、心筋梗塞で亡くなった。